# Luciana dos Santos
Luciana dos Santos, född 10 februari 1970, är en friidrottare från Brasilien. Hon deltog vid olympiska sommarspelen 2000 och olympiska sommarspelen 2004.